# Conseil de la région de Dubbo
Le conseil de la région de Dubbo (en anglais : Dubbo Regional Council) est une zone d'administration locale située dans l'État de Nouvelle-Galles du Sud en Australie. Son siège administratif est situé dans la ville de Dubbo.

## Géographie
Étendu sur 7 536 km2 dans la zone centrale de l'État, le conseil est arrosé par la Macquarie et traversé par la Mitchell Highway.
Il comprend les villes de Dubbo et Wellington, ainsi que les localités de Brocklehurst, Dripstone, Euchareena, Eulomogo, Eumungerie, Geurie, Maryvale, Mogriguy, Mumbil, North Yeoval, Rawsonville, Stuart Town, Toongi et Wongarbon.

## Histoire
Le 12 mai 2016, par décision du gouvernement de Nouvelle-Galles du Sud, la ville de Dubbo est fusionnée avec le conseil de Wellington pour former le conseil de la région des Plaines de l'ouest qui prend le nom de conseil de la région de Dubbo le 7 septembre de la même année.

## Démographie
En 2016, la population s'élevait à 50 077 habitants.

## Politique et administration
La zone est divisée en cinq subdivisions appelées wards. Le conseil comprend dix membres élus, à raison de deux par ward, pour un mandat de quatre ans, qui à leur tour élisent le maire pour deux ans. À la suite des élections du 4 décembre 2021, le conseil est formé de sept indépendants et de trois travaillistes. Le même jour, les électeurs approuvent par référendum le remplacement du système actuel par un conseil de onze membres élus sur l'ensemble de la zone, qui entrera en vigueur en 2024.

### Liste des maires
| Période           | Période        | Identité          | Étiquette   | Qualité        |
| ----------------- | -------------- | ----------------- | ----------- | -------------- |
| mai 2016          | septembre 2017 | Michael Kniepp    |             | administrateur |
| 28 septembre 2017 | 2021           | Ben Shields       | Indépendant | démissionnaire |
| 3 juin 2021       | décembre 2021  | Stephen Lawrence  | Indépendant |                |
| 23 décembre 2021  | en fonction    | Matthew Dickerson | Indépendant |                |